# Estação Grecia
A Estação Grecia é uma das estações do Metrô de Santiago, situada em Santiago, entre a Estação Los Orientales e a Estação Los Presidentes. Faz parte da Linha 4.
Foi inaugurada em 30 de novembro de 2005. Localiza-se no cruzamento da Rodovia Vespucio Sur com a Avenida Grecia. Atende as comunas de Macul, Ñuñoa e Peñalolén.